# Arthur Grumiaux
Arthur Grumiaux (Villers-Perwin, 21 marzo 1921 – Bruxelles, 16 ottobre 1986) è stato un violinista belga.

## Biografia
Il barone Arthur Grumiaux nacque a Villers-Perwin, nei pressi di Charleroi. Il carattere sobrio e intenso delle sue interpretazioni, e la sonorità pura del suo violino hanno potuto esprimersi con tutte le più importanti orchestre del mondo.
Iniziò lo studio del violino e del pianoforte sotto la guida del nonno, all'età di tre anni. A sei anni entra al conservatorio di Charleroi per poi perfezionarsi al conservatorio di Bruxelles nella classe di Alfred Dubois, un allievo di Eugène Ysaÿe, ma furono per lui molto proficui anche i contatti con George Enescu.
Nel 1939, Dopo aver vinto il premio Henri Vieuxtemps, diede il suo primo importante concerto a Bruxelles al Palais des Beaux-Arts sotto la direzione di Charles Münch, eseguendo il concerto di Felix Mendelssohn-Bartholdy.
Nel dopoguerra, dopo il forzato intervallo dovuto all'invasione nazista del Belgio, ha inizio la sua carriera vera e propria, fatta di tournée, collaborazioni ed incisioni di altissimo livello.
Il sodalizio artistico con la pianista rumena Clara Haskil sarà quanto mai fruttuoso: collaborarono dal 1953 al 1960, registrando assieme l'integrale delle sonate di Beethoven, e sei sonate di Mozart.
Sebbene non sia stato - inspiegabilmente - annoverato in maniera unanime tra gli dei dell'ideale Olimpo dei violinisti del '900, come Heifetz, Menuhin, Milstein, Stern, Perlman o Oistrakh, la sua reputazione è sempre stata altissima, soprattutto tra gli stessi violinisti, che hanno preso come punto di riferimento il suo stile impeccabile.
Nel 1986 morì a Bruxelles.
La sua esecuzione di Gavotte en rondeaux dalla Partita No. 3 in Mi maggiore per violino è tra quelle inserite nel Voyager Golden Record, un disco per grammofono che le sonde Voyager 1 e 2 stanno portando con loro oltre il Sistema Solare e che contiene suoni ed immagini selezionati di diverse varietà di vita e cultura del Pianeta Terra.

## Registrazioni
Le registrazioni di Grumiaux includono oltre 30 incisioni, quasi tutte per la Philips, ma ha anche registrato per EMI, Belart and Music & Arts. Si tratta di composizioni di Bach, Beethoven, Brahms, Mozart e Schubert, ma anche di Ravel, Debussy, Bruch e Franck.
- Bach, Son. e part. vl. n. 1-6 - Grumiaux, 1961 Philips
- Bach: Complete Violin Sonatas - Arthur Grumiaux/Christiane Jaccottet/Philippe Mermoud, 1990 Philips
- Bach: Violin Concertos - Double Concertos, Arpad Gérecz/Arthur Grumiaux/Edo de Waart/Heinz Holliger/Herman Krebbers/Les Solistes Romands/New Philharmonia Orchestra, 1980 Philips
- Beethoven, Conc. vl./Conc. pf. n. 3 - Grumiaux/Kovacevich/Davis, Decca
- Beethoven, Conc. vl./Romanze vl. n. 1-2 - Grumiaux/Davis/Waart, 1970/1974 Philips
- Beethoven, Son. vl. e pf. n. 1-10 - Grumiaux/Haskil, 1956/1957 Philips
- Brahms, Trii pf. n. 1-3/Trio corno - Beaux Arts/Grumiaux/Sebok, 1976/1979 Philips
- Bruch, violin concerto no.1, op.26, "Scottish Fantasy" op.46, Philips
- Corelli: 12 Sonatas for Violin & Harpsichord - Arthur Grumiaux/Riccardo Castagnone, 1975 Philips
- Fauré & Franck: Violin Sonatas - Arthur Grumiaux/György Sebök/Paul Crossley, 1990 Philips
- Mozart, Conc. vl. n. 1-5 - Grumiaux/Davis/LSO, 1964/1967 Philips
- Mozart, Son. vl. e pf. K.301, 304, 376 - Grumiaux/Haskil, 1958 Philips
- Mozart: String Quintets (Complete Mozart Edition) - Arpad Gérecz/Arthur Grumiaux/Eva Czako/Georges Janzer/Max Lesueur, Philips
- Complete Mozart Edition - The Violin Sonatas, Vol. 3 - Arthur Grumiaux/Walter Klien, Philips
- Mozart, Tutte le incisioni mozartiane - Grumiaux, Decca
- Paganini, Conc. vl. n. 1-4/Capricci - Grumiaux/Szeryng/Gitlis, Philips
- Ravel: String Quartet, Violin Sonata, Piano Trio - Arthur Grumiaux/Beaux Arts Trio/Istvan Hajdu/Quartetto Italiano, 1996 Philips
- Classical Best, Arthur Grumiaux - Classic Music International
- Favourite Violin Encores, Arthur Grumiaux/Istvan Hajdu - 1995 Philips
- Classical Best - Arthur Grumiaux - Classic Music International

Ci restano di Grumiaux anche alcune testimonianze video:
- Concerto per violino e orchestra in mi mineur Op.64 di Felix Mendelssohn-Bartholdy (con l'orchestra nazionale della RTF)
- Concerto per violino e orchestra in re maggiore, Op.61 di Beethoven (con l'orchestra nazionale dell'ORTF il 4 febbraio 1965 alla Salle Pleyel a Parigi)
- Sarabanda e Ciaccona della Partita per violino solo No.2 in re minore BVW 1004 di Bach
- Capriccio per violino solo nº14 in mi maggiore, Op.1 di Paganini
- Baal Shem: Nigun (Improvisation) di ErnestBloch con André Chometon al pianoforte (Parigi, 21 marzo 1967)

## Onorificenze
Nel 1972, il re Baldovino gli ha conferito il titolo nobiliare di barone, così come era successo in passato a Paganini.

## Riconoscimenti
Nel 1996, il conservatorio di Charleroi è stato ribattezzato in suo onore Conservatoire Arthur Grumiaux. Gli è stato dedicato un asteroide, 4571 Grumiaux .

## Violini
Suonò sia su un Guarneri che su degli Stradivari, ma ebbe anche alcuni Guadagnini.
Il Guarneri, che utilizzava generalmente in concerto, era il Guarneri del Gesu "Rose" del 1744.
Gli Stradivari erano il "Ex-General Dupont" del 1727 e il Tiziano del 1715, appartenuto a Efrem Zimbalist.